# Автолюбители (телесериал)
«Автолюбители» — американский комедийный сериал, который транслировался на канале ABC со 2 октября 2007 года по 4 марта 2008 года. Шоу было создано Брюсом МакКаллоком, режиссёром были Джастин Фэлви, Дэррил Фрэнк, Дэвид Майнер, Марш МакКолл, Джозеф Винсент Руссо и Энтони Руссо (из «Замедленного развития»). Джо и Энтони Руссо также управляли пилотным эпизодом. Сериал сфокусирован на повседневной жизни четырёх пригородных мужчин различного рода занятий, которые рассказывают о своей личной жизни и проблемах во время ежедневных поездок по пути на работу и обратно.
Созданный DreamWorks Television, ABC Studios и 3 Arts Entertainment, сериал получил заказ на тринадцать эпизодов 11 мая 2007 года и изначально транслировался по вторникам в 20:30 по восточноевропейскому времени и в 19:30 центральноевропейскому времени после «Пещерного человека». После короткого перерыва шоу вернулось к расписанию ABC 8 января 2008 года в 21:30 по восточноевропейскому и 20:30 по центральноевропейскому времени, после «Как сказал Джим».
После того, как забастовка сценаристов закончилась, ABC отказалась от последующего заказа дополнительных эпизодов «Автолюбителей». Он транслировался в Австралии в сети Seven Network во временном интервале 23:30 по вторникам, сначала после «Элай Стоун», а затем после «Помадных джунглей».

## Сюжет
«Автолюбители» — это история четырёх совершенно разных людей. Грейсен, главный герой сериала, является активным посредником между женой и сыном. Он и его напарники, Обри, напряжённый семьянин, Лэрд, эгоистичный дантист, который потерял всё в разводе, и Дуги, молодой член карпулинга, над чьим браком часто подшучивают другие, все работают в одном строительном комплексе. Помимо Грейсена и Лэрда, которые являются лучшими друзьями, они обычно не общаются за пределами карпулинга. Однако после душеизлияний четверо понимают, что все они друзья, и становятся ближе. Каждый эпизод начинается с пролога четверых автолюбителей, обычно поющих вместе под прошлый хит, за исключением эпизода 6, в котором Обри с энтузиазмом подпевает рекламе женских трусиков, к большому отвращению всех остальных. После пролога короткая песня-тема «Автолюбителей».

## В ролях
Фред Госс — Грейсен Брукер: посредник, женат, его взрослый сын Мармадюк обычно проводит весь день дома в своих трусах. Он и Лэрд Холком — друзья и соседи.
Фейт Форд — Лейла Брукер: благоразумная жена Грейсена и успешный «флиппер» в сфере недвижимости.
Джерри Майнор — Обри Виллибер: бухгалтер, который присматривает за своими безудержными семерыми детьми в дополнение к работе, в то время как его ленивая жена, которую никогда не видели, но изображают только как пару ног, сидит в своем кресле. Его подпись «Джентльмены… давайте в карпулинг» обычно произносится непосредственно перед началом их работы.
Тим Пепер — Дуги: как новый карпулер, он пытается завоевать признание в группе мужчин, часто совершая крупные фальсификации. Он молодожён, который любит рассказывать другим о радости брака и любви.
Эллисон Манн — Синди: молодая жена Дуги; у них сахарно-сладкие отношения. Когда она собирает ланч Дуги на работу, она говорит ему, что она «в каждом кускочке».
Ти Джей Миллер — Мармадюк Брукер: эмоционально незрелый, неуклюжий взрослый сын Брукеров (выше родителей более чем на фут).
Джерри О’Коннелл — Лэрд Холком: недавно разведённый дантист, чья бывшая жена забрала почти всё, что у него было (кроме его пустующего дома); он спит с как можно большим количеством женщин.

## Эпизоды
| № | Название                       | Режиссёр                            | Автор сценария                       | Дата премьеры   | Произв. код |
| --- | ------------------------------ | ----------------------------------- | ------------------------------------ | --------------- | ----------- |
| 1 | «Первый день Дуги»             | Джозеф Винсент Руссо и Энтони Руссо | Брюс МакКаллок                       | 2 октября 2007  | 101         |
| Зрителя знакомят с Обри, Грейсен, Лэрд и Дуги, которые в первый день присоединяются к карпулингу, они сочувствуют друг другу и поют старые песни по дороге на работу. Грейсен удручён тем, что его жена и сын зарабатывают больше денег, чем он сам. |                                |                                     |                                      |                 |             |
| 2 | «Властелин колец (Лэрд колец)» | Джозеф Винсент Руссо                | Брюс МакКаллок                       | 9 октября 2007  | 102         |
| Лэрд заимствует обручальное кольцо Грейсена, потому что считает, что это сделает его более желанным для женщин. Мармадюк думает, что Лэрд может быть его настоящим отцом, а Дуги замечает Обри пробирающимся в мотель и предполагает только худшее. |                                |                                     |                                      |                 |             |
| 3 | «Кем бы вы хотели стать?»      | Джозеф Винсент Руссо                | Эмили Катлер                         | 16 октября 2007 | 103         |
| Лэрд становится темой обсуждения вечером, когда Грейс спрашивает Лейлу, о ком она фантазирует, в попытке оживить обстановку в спальне. Ответ ему не понравился, и это накаляет обстановку в автомобиле. |                                |                                     |                                      |                 |             |
| 4 | «Нокаут»                       | Джозеф Винсент Руссо                | Уоррен Либерштейн и Халстед Салливан | 23 октября 2007 | 107         |
| Лэрд расстроен, узнав, что у него не только мало сперматозоидов, но и у Грейсена гораздо больше. Дуги вынужден согласиться на физическую работу, чтобы получить помощь Обри и место в первоклассном дошкольном учреждении. |                                |                                     |                                      |                 |             |
| 5 | «Развод на память»             | Джозеф Винсент Руссо                | Гари Мерфи                           | 6 ноября 2007   | 106         |
| Лэрд сходится со своей сексуальной, но сумасшедшей бывшей женой Джоаннифер, которая разрушает всё жизни карпулеров. Тем временем Дуги и Синди решают освежить свои свадебные клятвы, чтобы стереть память о своей катастрофической первой свадебной церемонии. |                                |                                     |                                      |                 |             |
| 6 | «Код»                          | Энтони Дж. Руссо                    | Марш МакКолл                         | 13 ноября 2007  | 105         |
| Мужчины думают, что они случайно подожгли машину группы конкурирующих автолюбителей в результате шутки, но клянутся сдержать это в тайне. Банкомат Мармадюка со счётом в размере 8 долларов обанкротился. |                                |                                     |                                      |                 |             |
| 7 | «Семинар»                      | Джозеф Винсент Руссо                | Стив Лефф                            | 8 января 2008   | 111         |
| Лэрд потерял голову от коучера семинара по сексуальным домогательствам, Доррит. Чтобы улучитьь время наедине с ней, он утверждает, что женщины в его офисе подвергаются сексуальным домогательствам. Тем временем Лейла привлекает навыки Мармадюка в сайн спиннинге для продвижения своего бизнеса в сфере недвижимости, и он должен опередить конкурентов на том же углу.                         |                                |                                     |                                      |                 |             |
| 8 | «Первая драка»                 | Джейсон Уайнер                      | Уоррен Либерштейн и Халстед Салливан | 22 января 2008  | 109         |
| Дуги выигрывает билеты на посещение своей любимой рок-группы, Spin Doctors, но Синди отказывается идти, потому что она не доверяет никому присматривать за ребёнком; Лейла рассылает листовки по домам, чтобы подняться по карьерной лестнице в сфере недвижимости, но опечатка гласит о том, что она проститутка; Лэрд приютил соседского пса, который оказывается диким койотом, поедающим собак. |                                |                                     |                                      |                 |             |
| 9 | «Красивейший из мужчин»        | Джозеф Винсент Руссо                | Марш МакКолл и Эмили Катлер          | 29 января 2008  | 108         |
| Сексуальный, но пустой Лэрд боится, что он может потерять свою внешность, когда встретит того, кого называют самым красивым мужчиной в его офисе, поэтому, чтобы сделать себя более привлекательным для женщин, Лэрд начинает брать уроки игры на кларнете. Тем временем, охраняя одну из недвижимостей Лейлы, Мармадюк влюбляется в девушку, конкурентку Лейлы.                                    |                                |                                     |                                      |                 |             |
| 10 | «Колесо фортуны»               | Энтони Руссо                        | Марш МакКолл и Брюс МакКаллок        | 12 февраля 2008 | 110         |
| Когда на автостоянке нет парковочных мест, Лэрд решает занять место для инвалидов и вынуждает Грейсена притворяться, что он не может дойти до офиса. Когда парковщик обнаруживает обман, парни не только теряют свои права на автостоянку, но и получают минус к карме. |                                |                                     |                                      |                 |             |
| 11 | «Рассказ»                      | Энтони Руссо                        | Кит Босс                             | 19 февраля 2008 | 104         |
| Могут ли карпулеры дружить за пределами машины? Об этом задумывается Обри, когда приглашает группу на фортепианный концерт своей дочери. Мармадюк помогает Грейсену готовиться к ежегодному благотворительному забегу и шансу наконец победить Лейлу. |                                |                                     |                                      |                 |             |
| 12 | «Затерянный в Америке»         | Джозеф Винсент Руссо                | Уоррен Либерштейн и Халстед Салливан | 26 февраля 2008 | 112         |
| Когда Грейсен отказывается поддержать новое коммерческое предложение Мармадюка, бизнес по стрижке газоновс использованием стада овец, Мармадюк переезжает к Лэрду, которому нравится быть «папой» для Мармадьюка, но эта связь отца и сына вызывает разрыв между ним и Грейсеном. |                                |                                     |                                      |                 |             |
| 13 | «Приведи дочурку на работу»    | Джейсон Уайнер                      | Стив Лефф                            | 4 марта 2008    | 113         |
| Обри приводит свою дочь Мишель на работу в День «Приведи дочурку на работу», но его увольняют, когда ловят на притворстве боссом, и Синди получает возможность зарабатывать большие деньги, продавая продукты Green Queen. |                                |                                     |                                      |                 |             |

## Рейтинг Нильсена

### Недельный рейтинг
| Эпизод | Название                    | Дата выхода     | Рейтинг | Доля аудитории | 18-49 | Зрителей | Rank                    |
| ------ | --------------------------- | --------------- | ------- | -------------- | ----- | -------- | ----------------------- |
| 1      | «Первый день Дуги»          | 2 октября 2007  | 5.9     | 9              | 3.4/9 | 9.02     | #37                     |
| 2      | «Властелин колец»           | 9 октября 2007  | 4.9     | 8              | 2.8/8 | 7.36     | #53                     |
| 3      | «Кем бы вы хотели стать?»   | 16 октября 2007 | 4.6     | 7              | 2.7/7 | 6.96     | #62                     |
| 4      | «Нокаут»                    | 23 октября 2007 | 4.8     | 7              | 2.4/6 | 7.13     | #65                     |
| 5      | «Развод на память»          | 6 ноября 2007   | 3.7     | 6              | 1.9/5 | 5.51     | #78                     |
| 6      | «Код»                       | 13 ноября 2007  | 3.6     | 6              | 1.9/5 | 5.22     | #79                     |
| 7      | «Семинар»                   | 8 ноября 2008   | 2.5     | 4              | 1.1/3 | 3.54     | #78                     |
| 8      | «Первая драка»              | 22 января 2008  | 3.2     | 5              | 1.7/4 | 4.89     | будет объявлено позднее |
| 9      | «Красивейший из мужчин»     | 29 января 2008  | 2.6     | 4              | 1.3/3 | 3.84     | #68                     |
| 10     | «Колесо фортуны»            | 12 февраля 2008 | 2.6     | 4              | 1.3/3 | 3.85     | #76                     |
| 11     | «Рассказ»                   | 19 февраля 2008 | 2.6     | 4              | 1.4/3 | 3.95     | нет данных              |
| 12     | «Затерянный в Америке»      | 26 февраля 2008 | 2.3     | 4              | 1.2/3 | 3.46     | нет данных              |
| 13     | «Приведи дочурку на работу» | 4 марта 2008    | 2.7     | 4              | 1.5/4 | 3.99     | #79                     |

### Рейтинг сезона
Рейтинг сезона, основанный на среднем количестве зрителей за каждый эпизод «Автолюбителей» на ABC:
| Сезон | Таймслот | Премьера сезона | Окончание сезона | TV Season -сезон | Rank | Зрителей (млн чел.) |
| ----- | --- | --------------- | ---------------- | ---------------- | ---- | ------------------- |
| 1     | По вторникам в 20:30 (со 2 октября 2007 по 13 ноября 2007) По вторникам в 21:30 (с 8 января 2008 по 4 марта 2008) | 2 октября 2007  | 4 марта 2008     | 2007-2008        | #134 | 5.3                 |

Информация актуальна по состоянию на 7 марта 2008 г.